# René de Marillac
Pour les articles homonymes, voir Marillac.
René de Marillac, né le 18 décembre 1588 à Paris et mort le 29 septembre 1621 à Montauban, est un haut fonctionnaire français du tout début XVIIe siècle.
Il est l'un des fils du chancelier garde des sceaux Michel de Marillac et de Nicole Barbe. Il reçoit de son père la seigneurie de Farinvilliers (commune de Varennes-sur-Allier).
En 1601, il épouse Marie de Creil, fille d'Adrienne Gamin et de Jean de Creil, marchand-bourgeois de Paris puis seigneur de Gournay. Ils auront un fils, Michel II de Marillac (marié à Jeanne Potier) ; père lui-même de René II de Marillac, qui sera intendant du Poitou de 1673 à 1682, et le promoteur des dragonnades.
Le 27 janvier 1611, il est reçu conseiller au Grand Conseil. Il est nommé maître des requêtes le 31 janvier 1617. Il est ensuite nommé intendant de l'armée de Languedoc et de Guyenne.
Il meurt de maladie durant le siège de Montauban opposant, d'août à novembre 1621, les armées royales commandées par le roi Louis XIII aux protestants montalbanais, dans le contexte des révoltes huguenotes.